# Narcissus felineri
Narcissus felineri är en amaryllisväxtart som beskrevs av Francisco Javier Fernández Casas. Narcissus felineri ingår i släktet narcisser, och familjen amaryllisväxter.
Artens utbredningsområde är Spanien. Inga underarter finns listade i Catalogue of Life.